# Kronau
Kronau este o comună din landul Baden-Württemberg, Germania.